# Hervé le Breton
Hervé (ou Hervey) le Breton († 30 août 1131) est un ecclésiastique anglais devenu évêque de Bangor et puis évêque d'Ely.

## Biographie
Hervey était originaire de Bretagne. En 1092, le roi Guillaume II d'Angleterre le nomma évêque de Bangor. Bangor était dans le royaume de Gwynedd récemment conquis par les Normands, et la nomination de Hervey avait probablement pour but de consolider davantage la position normande dans la région. Bangor était sous la juridiction du diocèse de Cantorbéry, mais Hervey fut consacrée par Thomas de Bayeux, archevêque d'York, car le siège de Cantorbéry était vacant. 
En 1107, Hervey a été nommé pour superviser l'abbaye d'Ely. L'abbé Richard, récemment décédé, avait demandé que son abbaye devienne un évêché. Cette demande a été acceptée en 1109 et Hervey est devenu le premier évêque d'Ely.
Il meurt le 30 août 1131 et est enterré le 31 août 1131 dans la cathédrale d'Ely.